# 寇從化
寇從化（1594年3月26日—？年），號葵衷，河南靈寶縣人，明朝政治人物。

## 生平
萬曆四十三年（1615年）乙卯科鄉試第67名舉人，萬曆四十四年（1616年）丙辰科聯捷易六房會試第278名，萬曆四十七年（1619年）己未科補殿試，中式三甲242名進士。戶部觀政，天啟元年（1621年）辛酉授福建汀州府推官，江西鄉試同考，甲子本省同考。天啟六年（1626年）丙寅升兵部武選司主事，天啟七年（1627年）丁卯廣西主考，本年專管清黃主事。崇禎三年（1630年）庚午升郎中，本年升井陘道參政，甲戌考察。歷任山西副使。